# Eygló Ósk Gústafsdóttir
Eygló Ósk Gústafsdóttir (Reikiavik, Islandia 1 de febrero de 1995) es una nadadora islandesa especialista en estilo espalda olímpica en los Juegos Olímpicos de Londres 2012 y en los Juegos Olímpicos de Río de Janeiro 2016.
Ganó dos medallas de bronce en el Campeonato Europeo de Natación en Piscina Corta de 2015 una la prueba de 100 metros espalda, con un tiempo de 57.42. La segunda fue en la prueba de 200 metros espalda con un tiempo de 2:03.53.
En 2011, cuando estaba en la categoría junior se proclamó subcampeona de Europa en la prueba de 200 metros espalda, en el campeonato europeo celebrado en Belgrado (Serbia).

## Palmarés internacional
| Campeonato Europeo de Natación        | Campeonato Europeo de Natación | Campeonato Europeo de Natación | Campeonato Europeo de Natación |
| Año                                   | Lugar                          | Medalla                        | Prueba                         |
| ------------------------------------- | ------------------------------ | ------------------------------ | ------------------------------ |
| 2015                                  | Netanya ( Israel)              | Medalla de bronce              | 100 m espalda                  |
| 2015                                  | Netanya ( Israel)              | Medalla de bronce              | 200 m espalda                  |
| Campeonato Europeo Junior de Natación |                                |                                |                                |
| 2011                                  | Belgrado ( Serbia)             | Medalla de plata               | 200 m espalda                  |